# Tom Clancy's Ghost Recon: Future Soldier
Tom Clancy's Ghost Recon: Future Soldier je počítačová hra – střílečka pod jménem Toma Clancyho, kterou vydal londýnský Ubisoft. Má vytvořit konkurenci Modern Warfare od Activisionu nebo Battlefieldu od Electronic Arts. Hra se, jak název napovídá, odehrává ve futuristické blízké budoucnosti. Jako voják jednotky Ghost má hráč spoustu moderního vybavení, které například vojáka zneviditelní, když si lehne nebo klekne, nebo mu v šeru ukazují, kde se nachází nepřítel. Inteligence jak spolubojovníků, tak nepřátel je velmi vysoká, a tak se musí hráč mít na pozoru. Často vojáky zabije jen jedna kulka nebo malý výbuch, proto se hra snaží hráče pobízet k prověřenému Stealth hraní. Příběh opakuje pravidlo, že Rusko musí vyhlásit USA válku a vojáci jsou odhodlaní svoji zemi bránit. Příběh se odehrává ve Skandinávii, na Středním Východě a Rusku. Hráč bude hrát ve čtyřčlenném týmu, který tvoří Kozak, Pepper, Bones a 30k.